# Jan Marie Ravesloot
Jan Marie Ravesloot (Tull en 't Waal, 28 oktober 1907 - Baarn, 24 maart 1985) was een Nederlands politicus. Hij was lid van de Christelijk-Historische Unie (CHU).
Ravesloot studeerde rechten en werkte daarna eerst voor enkele ministeries. Van 1937 tot 1944 was hij burgemeester van Avereest. In 1944 werd hij daar door de Duitse bezetter ontslagen. In 1945 verhuisde hij naar Almelo, waar hij eerst als waarnemer werkte en op 1 januari 1946 werd benoemd tot burgemeester. Die functie zou hij twintig jaar vervullen. Op 1 januari 1966 werd hij benoemd tot burgemeester van Delft. Daar werkte hij tot aan zijn pensioen in 1972. Ravesloot was getrouwd met Francine Brandts; zij kregen drie kinderen. 

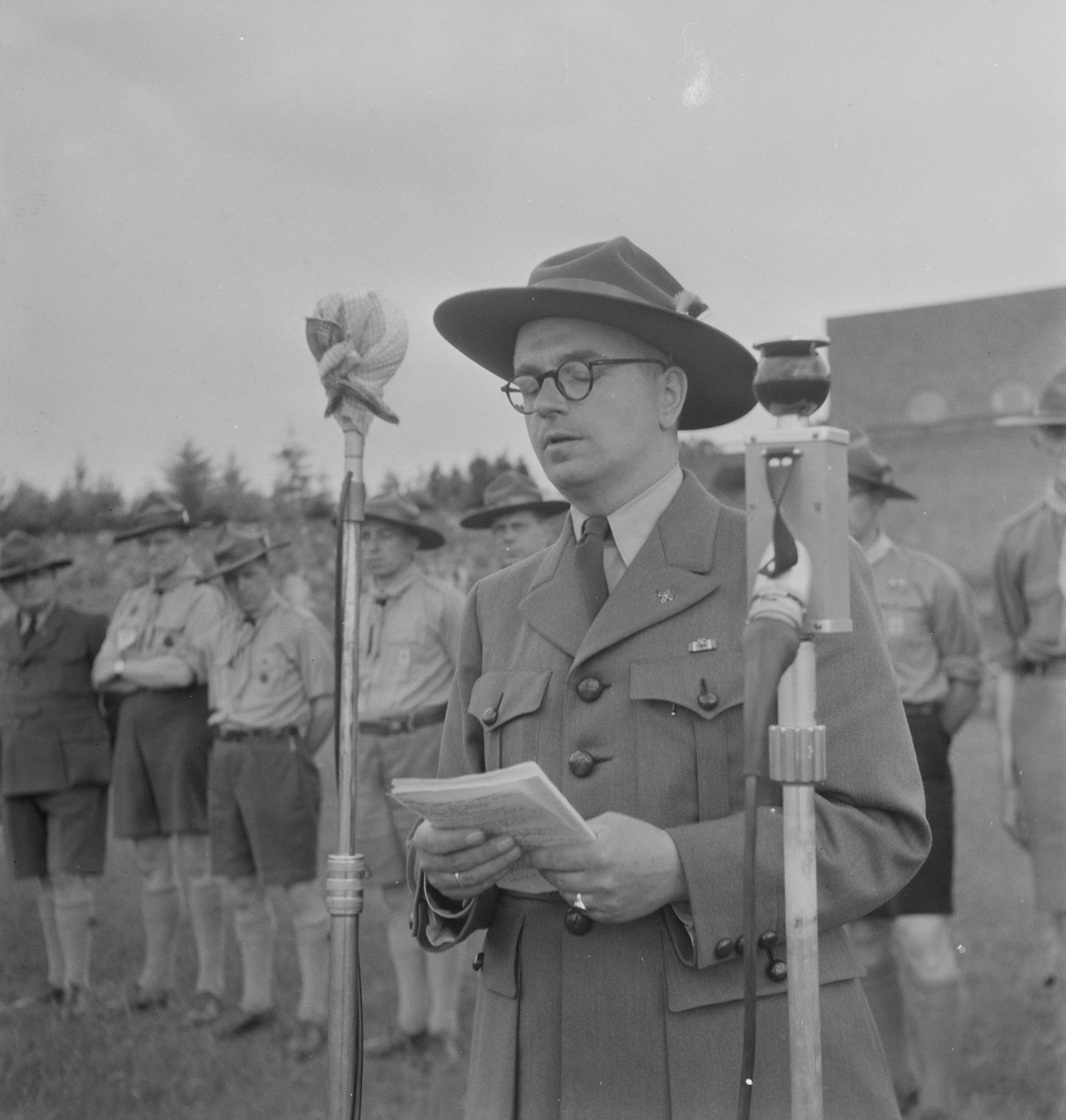
Ravesloot wordt geïnstalleerd als nieuwe hoofdcommissaris van de Nederlandse Padvinders in 1951

 In 1945 was hij betrokken bij het oprichten van de Baron van Dedemtroep Afd. Dedemsvaart. later Scouting Dedemsvaart en was eerste bestuursvoorzitter. In 1951 werd Ravesloot geïnstalleerd als nieuwe hoofdcommissaris van de De Nederlandsche Padvinders (NPV) tijdens de jaarlijkse bijeenkomst van leidsters en leiders van de NPV bij Lunteren. Hij bleef hoofdcommissaris tot in 1953.
Ravesloot is begraven op de Algemene Begraafplaats in Almelo. In Almelo is de Burgemeester Raveslootsingel naar hem vernoemd.